# Conophorus storthus
Conophorus storthus är en tvåvingeart som beskrevs av Wray Merrill Bowden 1967. Conophorus storthus ingår i släktet Conophorus och familjen svävflugor.
Artens utbredningsområde är Turkiet. Inga underarter finns listade i Catalogue of Life.